# Comté de Powell (Kentucky)
Pour les articles homonymes, voir Comté de Powell et Powell.
Le comté de Powell est un comté de l'État du Kentucky, aux États-Unis. Son siège est Stanton.

## Histoire
Fondé en 1852, le comté a été nommé d'après Lazarus W. Powell.